# L'apartament
L'apartament (títol original en anglès: The Apartment) és una pel·lícula estatunidenca dirigida l'any 1960 per Billy Wilder. Està doblada al català.

## Repartiment
- Jack Lemmon: Calvin Clifford « C.C. » Baxter
- Shirley MacLaine: Fran Kubelik
- Fred MacMurray: Jeff D. Sheldrake
- Ray Walston: Joe Dobisch
- David Lewis: Al Kirkeby
- Jack Kruschen: Dr. Dreyfuss
- Joan Shawlee: Sylvia
- Edie Adams: Miss Olsen
- Hope Holiday: Margie Mac Dougall
- Willard Waterman: Vanderhof
- David White: Eichelberger

## Producció
El tema principal de la música de la pel·lícula, escrit per Charles Williams, originalment es titulava "Jealous Lover". Es va escoltar per primera vegada a la pel·lícula de 1949, The Romantic Age.
El 1960, la pel·lícula va guanyar el doble del pressupostat –3 milions de dòlars– només en la recaptació de la taquilla dels Estats Units. Va rebre divisió de crítiques. Les revistes Time i Newsweek la van lloar, com també The New York Times. ' El crític de cinema Bosley Crowther, va qualificar la pel·lícula de tendra i, fins i tot, sentimental; i de la direcció de Wilder, d'"enginyosa". Altres en van fer una crítica negativa, com el crític Dwight Macdonald de la revista Esquire, descrivint-la com un "paradigma de l'avantguardisme banal".

## Premis i nominacions

### Premis
- 1960: Copa Volpi per la millor interpretació femenina per Shirley MacLaine
- 1961: Oscar a la millor pel·lícula
- 1961: Oscar al millor director per Billy Wilder
- 1961: Oscar al millor guió original per Billy Wilder i I.A.L. Diamond
- 1961: Oscar a la millor direcció artística per Alexandre Trauner i Edward G. Boyle
- 1961: Oscar al millor muntatge per Daniel Mandell
- 1961: Globus d'Or a la millor pel·lícula còmica
- 1961: Globus d'Or al millor actor musical o còmic per Jack Lemmon
- 1961: Globus d'Or a la millor actriu musical o còmica per Shirley MacLaine
- 1961: BAFTA a la millor pel·lícula
- 1961: BAFTA al millor actor estranger per Jack Lemmon
- 1961: BAFTA a la millor actriu estrangera per Shirley MacLaine

### Nominacions
- 1960: Lleó d'Or
- 1961: Globus d'Or al millor director per Billy Wilder
- 1961: Oscar al millor actor per Jack Lemmon
- 1961: Oscar a la millor actriu per Shirley MacLaine
- 1961: Oscar al millor actor secundari per Jack Kruschen
- 1961: Oscar a la millor fotografia per Joseph LaShelle
- 1961: Oscar al millor so per Gordon Sawyer
- 1961: Grammy al millor àlbum de banda sonora per pel·lícula o televisió per Adolph Deutsch